# Liste des maires de Fleurance
La liste des maires de Fleurance présente la liste des maires de la commune française de Fleurance, située dans le département du Gers en région Occitanie.

## L'hôtel de ville

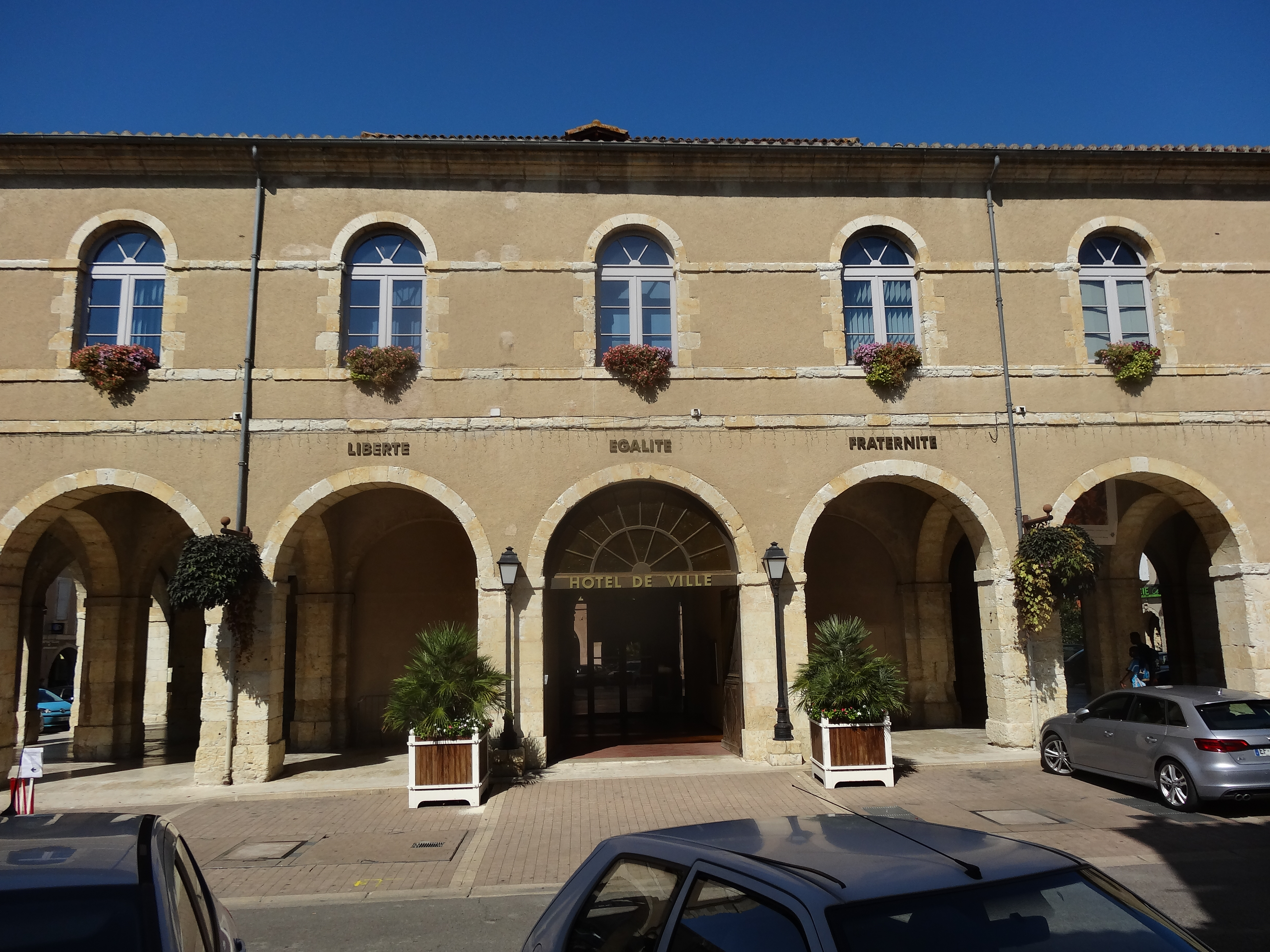
La façade de l'hôtel de ville.
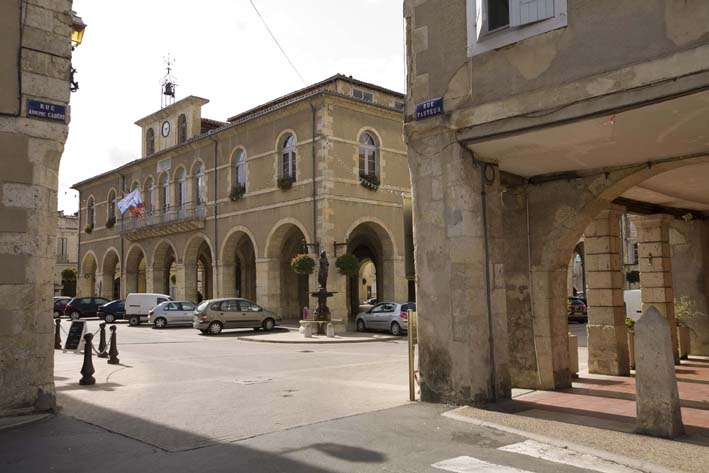
L'hôtel de ville.

## Liste des maires

### Sous l'Ancien Régime
| Période                                  | Période | Identité                          | Étiquette | Qualité                                            |
| ---------------------------------------- | ------- | --------------------------------- | --------- | -------------------------------------------------- |
| Les données manquantes sont à compléter. |         |                                   |           |                                                    |
| 1693                                     |         | Laurent de Lamalatie              |           | Premier consul                                     |
| vers 1714                                |         | Jean-Pierre de Percin (1663-1727) |           | Avocat au Parlement de Toulouse, conseiller du roi |
| vers 1753                                |         | Jean-Odet de Lauze                |           |                                                    |
| 1780                                     |         | Grégoire de Percin                |           | Avocat au Parlement de Toulouse                    |

### Entre 1788 et 1944
| Période                                  | Période          | Identité                              | Étiquette   | Qualité                                                                                 |
| ---------------------------------------- | ---------------- | ------------------------------------- | ----------- | --------------------------------------------------------------------------------------- |
| 24 février 1788                          | 1er janvier 1790 | Cadet Garac                           |             | Docteur en médecine, ancien syndic                                                      |
| 17 janvier 1790                          | 4 février 1790   | M. Limozin                            |             |                                                                                         |
| 7 février 1790                           | 1er août 1790    | Jean Jacques Margoët                  |             |                                                                                         |
| 1er août 1790                            | 2 février 1792   | Pierre Castadère                      |             |                                                                                         |
| 2 février 1792                           | 6 mai 1792       | M. Laborde                            |             |                                                                                         |
| 6 mai 1792                               | 17 décembre 1792 | M. Larrey                             |             |                                                                                         |
| 17 décembre 1792                         | 19 avril 1795    | Grégoire de Percin                    |             | Avocat                                                                                  |
| 19 avril 1795                            | 1800             | M. Limozin                            |             |                                                                                         |
| 1800                                     | 1er mai 1809     | Jean-Baptiste Laborde                 |             |                                                                                         |
| 1er mai 1809                             | 30 avril 1815    | Antoine Delort                        |             |                                                                                         |
| 30 avril 1815                            | 30 juin 1816     | Antoine-Louis de Percin               |             | Avocat Député du Gers (1815)                                                            |
| 30 juin 1816                             | 1er janvier 1826 | Antoine Delort                        |             |                                                                                         |
| 2 janvier 1826                           | 21 juillet 1832  | Bernard Margoët                       |             |                                                                                         |
| 21 juillet 1832                          | 2 mars 1848      | Antoine-Louis de Percin               |             | Avocat Ancien député du Gers (1815) Conseiller général de Fleurance (1833 → 1841)       |
| 14 mars 1848                             | 28 mai 1848      | Sébastien Cahusac                     |             |                                                                                         |
| 28 mai 1848                              | 15 août 1850     | Jean Adolphe Cadéot                   | Républicain |                                                                                         |
| 15 août 1850                             | 19 janvier 1851  | Jean-Marie Duprat                     |             |                                                                                         |
| 3 août 1851                              | 24 août 1851     | Jean Eugène Mellis                    |             |                                                                                         |
| 31 août 1851                             | 4 juin 1859      | Cadet Jean-Baptiste Lébé              |             | Banquier                                                                                |
| 9 juin 1859                              | 2 novembre 1860  | Jean-Jacques Henry Denjoy (1819-1889) | Républicain | Propriétaire Conseiller général de Fleurance (1872 → 1889)                              |
| 2 novembre 1860                          | 28 mai 1861      | Jean Laffont                          |             | Maire par intérim                                                                       |
| 28 mai 1861                              | 6 septembre 1870 | Henry Denjoy                          |             |                                                                                         |
| 28 septembre 1870                        | 19 février 1871  | Théophile Clavé (1838-1903)           | Républicain | Maire par intérim                                                                       |
| 7 mai 1871                               | 28 octobre 1883  | Justin Denjoy (1820-1907)             |             | Conseiller général de Fleurance (1852 → 1871)                                           |
| 28 octobre 1883                          | 18 mai 1884      | Victor Doazan                         |             | Commissionnaire en vins                                                                 |
| 18 mai 1884                              | 21 décembre 1884 | Gauderic Monge                        |             |                                                                                         |
| 21 décembre 1884                         | 20 mai 1888      | Camille Borel                         |             |                                                                                         |
| 20 mai 1888                              | 26 août 1890     | Eugène Rives                          |             |                                                                                         |
| 26 août 1890                             | 2 novembre 1890  | Siméon Campanaut                      |             |                                                                                         |
| 2 novembre 1890                          | 17 mai 1896      | Victor Doazan                         |             | Commissionnaire en vins                                                                 |
| 17 mai 1896                              | 19 janvier 1899  | Thierry Cazes                         | Rad.        | Professeur d'histoire, ancien sous-officier Député du Gers (1893 → 1898 et 1902 → 1919) |
| 26 février 1899                          | 26 juin 1921     | Noël Cadéot (1899-1956)               |             | Directeur d'une manufacture de chaussures                                               |
| 11 septembre 1921                        | 28 décembre 1928 | Jules Lapeyre (1879-1944)             | Rad.        | Médecin Conseiller général de Fleurance (1919 → 1942)                                   |
| 28 décembre 1928                         | 2 février 1941   | Louis Jean Damblanc, (1889-1969)      | PRS         | Ingénieur, chercheur et inventeur                                                       |
| 3 février 1941                           | 12 avril 1941    | Gaston Razet                          |             | Président de la délégation spéciale                                                     |
| 12 avril 1941                            | 28 août 1944     | René Lamarque (1890-1972)             |             | Notaire                                                                                 |
| Les données manquantes sont à compléter. |                  |                                       |             |                                                                                         |

### Depuis 1944
Depuis la Libération, onze maires se sont succédé à la tête de la commune.
| Période           | Période                         | Identité                    | Étiquette      | Qualité |
| ----------------- | ------------------------------- | --------------------------- | -------------- | --- |
| 29 août 1944      | 19 mai 1946                     | Louis Moussaron (1890-1954) |                | Directeur d'école |
| 19 mai 1946       | 12 mars 1947                    | André Parson (1903-1958)    |                | Notaire |
| 16 mars 1947      | 9 juillet 1960                  | Éloi Castaing (1888-1960)   |                | Charpentier Maire par intérim du 12 au 16 mars 1947, décédé en fonction |
| 12 août 1960      | 30 mars 1965                    | Roger Noyer                 | SFIO           | Conseiller général de Fleurance (1961 → 1973) Maire par intérim du 9 juillet au 12 août 1960 |
| 30 mars 1965      | 14 septembre 1970               | Jean Gauthier               | PSU app.       | Démissionnaire pour raison de santé |
| 14 septembre 1970 | 26 mars 1971                    | Maurice Vidal (1922-2018)   |                | Professeur de collège, ancien résistant |
| 26 mars 1971      | 17 mars 1989                    | Maurice Mességué            | DVD puis RPR   | Chef d'entreprise, herboriste Conseiller général de Fleurance (1973 → 1985) |
| 17 mars 1989      | 30 juillet 1990                 | Claude Gallardo             | DVG            | Médecin généraliste et romancier Conseiller général de Fleurance (1985 → 1992) |
| 30 juillet 1990   | 14 septembre 1990               | Michel Maupeu               |                | Président de la délégation spéciale |
| 14 septembre 1990 | 18 juin 1995                    | Claude Gallardo             | DVG            | Médecin généraliste et romancier Conseiller général de Fleurance (1985 → 1992) Réélu lors de l'élection municipale partielle du 9 septembre 1990 |
| 18 juin 1995      | 15 septembre 2017               | Raymond Vall                | PRG            | Directeur commercial, ancien adjoint Sénateur du Gers (2008 → 2014 et 2015 → 2020) Conseiller régional de Midi-Pyrénées (2004 → 2008) Conseiller général de Fleurance (1998 → 2004) 1er vice-président du conseil général (1998 → 2004) Président du Pays Portes de Gascogne (2003 → 2017) Vice-président de la CC de la Lomagne gersoise Démissionnaire pour cause de cumul de mandats |
| 28 septembre 2017 | 3 juillet 2020                  | Émilie Muñoz-Dennig         | DVG            | Retraitée de l'enseignement, ancienne 1re adjointe Vice-présidente de la CC de la Lomagne gersoise |
| 3 juillet 2020    | En cours (au 23 septembre 2021) | Ronny Guardia-Mazzoleni     | DVG (sout. PS) | Dirigeant de société Conseiller régional d'Occitanie (2015 → 2021) Président du Pays Portes de Gascogne Vice-président de la CC de la Lomagne gersoise |

## Conseil municipal actuel
Les 29 sièges composant le conseil municipal ont été pourvus le 28 juin 2020 à l'issue du second tour. Actuellement, il est réparti comme suit :

## Résultats des élections municipales

### Élection municipale de 2020
| Tête de liste                | Tête de liste           | Liste       | Premier tour | Premier tour | Second tour | Second tour | Sièges | Sièges |
| Tête de liste                | Tête de liste           | Liste       | Voix         | %            | Voix        | %           | CM     | CC     |
| ---------------------------- | ----------------------- | ----------- | ------------ | ------------ | ----------- | ----------- | ------ | ------ |
|                              | Ronny Guardia-Mazzoleni | DVG         | 811          | 35,36        | 1 121       | 40,17       | 21     | 12     |
| Fleurance demain autrement   |                         |             | 811          | 35,36        | 1 121       | 40,17       | 21     | 12     |
|                              | Grégory Bobbato         | LR-DVD      | 792          | 34,53        | 984         | 35,26       | 5      | 3      |
| Tous ensemble pour Fleurance |                         |             | 792          | 34,53        | 984         | 35,26       | 5      | 3      |
|                              | Jean-Louis Castell      | DVC         | 690          | 30,09        | 685         | 24,55       | 3      | 2      |
| Avec vous pour Fleurance     |                         |             | 690          | 30,09        | 685         | 24,55       | 3      | 2      |
|                              |                         |             |              |              |             |             |        |        |
| Inscrits                     | Inscrits                | Inscrits    | 4 863        | 100,00       | 4 851       | 100,00      |        |        |
| Abstentions                  | Abstentions             | Abstentions | 2 472        | 50,83        | 1 971       | 40,63       |        |        |
| Votants                      | Votants                 | Votants     | 2 391        | 49,17        | 2 880       | 59,37       |        |        |
| Blancs                       | Blancs                  | Blancs      | 48           | 2,01         | 54          | 1,88        |        |        |
| Nuls                         | Nuls                    | Nuls        | 50           | 2,09         | 36          | 1,25        |        |        |
| Exprimés                     | Exprimés                | Exprimés    | 2 293        | 95,90        | 2 790       | 96,87       |        |        |

### Élection municipale de 2014
|                                            | Raymond Vall *  | PRG-PS-PCF-EELV (UG) | 2 029 | 64,22  | 24 | 17 |  |  |
| Avec vous pour Fleurance                   |                 |                      | 2 029 | 64,22  | 24 | 17 |  |  |
|                                            | Grégory Bobbato | UDI                  | 1 130 | 35,77  | 5  | 3  |  |  |
| Construire avec vous l'avenir de Fleurance |                 |                      | 1 130 | 35,77  | 5  | 3  |  |  |
|                                            |                 |                      |       |        |    |    |  |  |
| Inscrits                                   | Inscrits        | Inscrits             | 4 937 | 100,00 |    |    |  |  |
| Abstentions                                | Abstentions     | Abstentions          | 1 561 | 31,62  |    |    |  |  |
| Votants                                    | Votants         | Votants              | 3 376 | 68,38  |    |    |  |  |
| Blancs et nuls                             | Blancs et nuls  | Blancs et nuls       | 217   | 6,43   |    |    |  |  |
| Exprimés                                   | Exprimés        | Exprimés             | 3 159 | 93,57  |    |    |  |  |
| * Liste du maire sortant                   |                 |                      |       |        |    |    |  |  |

### Élection municipale de 2008
|                              | Raymond Vall *  | PRG-PS         | 1 993 | 57,62  | 23 |  |  |  |
| Avec vous pour Fleurance     |                 |                | 1 993 | 57,62  | 23 |  |  |  |
|                              | Jean-Paul Choma | UMP            | 757   | 21,88  | 3  |  |  |  |
| Mieux vivre à Fleurance      |                 |                | 757   | 21,88  | 3  |  |  |  |
|                              | Joël Delbeau    | DVD            | 709   | 20,50  | 3  |  |  |  |
| Tous ensemble pour Fleurance |                 |                | 709   | 20,50  | 3  |  |  |  |
|                              |                 |                |       |        |    |  |  |  |
| Inscrits                     | Inscrits        | Inscrits       | 4 768 | 100,00 |    |  |  |  |
| Abstentions                  | Abstentions     | Abstentions    | 1 159 | 24,31  |    |  |  |  |
| Votants                      | Votants         | Votants        | 3 609 | 75,69  |    |  |  |  |
| Blancs ou nuls               | Blancs ou nuls  | Blancs ou nuls | 150   | 4,16   |    |  |  |  |
| Exprimés                     | Exprimés        | Exprimés       | 3 459 | 95,84  |    |  |  |  |
| * Liste du maire sortant     |                 |                |       |        |    |  |  |  |

### Élection municipale de 1989
|                          | Claude Gallardo    | DVG-PS-PCF-MRG (UG) | 1 774 | 50,58  | 22 |  |  |  |
|                          | Maurice Mességué * | RPR-UDF-DVD (UD)    | 1 733 | 49,41  | 7  |  |  |  |
|                          |                    |                     |       |        |    |  |  |  |
| Inscrits                 | Inscrits           | Inscrits            | 4 539 | 100,00 |    |  |  |  |
| Abstentions              | Abstentions        | Abstentions         | 793   | 17,47  |    |  |  |  |
| Votants                  | Votants            | Votants             | 3 746 | 82,53  |    |  |  |  |
| Nuls                     | Nuls               | Nuls                | 239   | 5,26   |    |  |  |  |
| Exprimés                 | Exprimés           | Exprimés            | 3 507 | 77,26  |    |  |  |  |
| * Liste du maire sortant |                    |                     |       |        |    |  |  |  |